# Jung E
Jung_E (en hangul, 정이) es una película surcoreana de ciencia ficción escrita y dirigida por Yeon Sang-ho, y protagonizada por Kang Soo-yeon, Kim Hyun-joo y Ryu Kyung-soo. Su estreno, programado en principio para 2022 en la plataforma Netflix, se aplazó posteriormente al 20 de enero de 2023. Es el trabajo póstumo de la actriz Kang Soo-yeon, quien murió el 7 de mayo de 2022, antes de verla estrenada.

## Sinopsis
En el siglo XXII, la Tierra es un planeta desolado e inhabitable para los seres humanos, que sobreviven en ochenta refugios orbitantes entre el planeta y su satélite. Pero, cuando tres refugios se autoproclaman una república independiente, estalla una guerra que durará decenios. Entre los humanos que sobreviven en la Tierra, el laboratorio Kronoid intenta crear un robot de combate humanoide que será la clave para la victoria. Para ello sus técnicos recurren a Jung_E, una combatiente legendaria a la que tratan de clonar.

## Reparto
- Kang Soo-yeon como Seohyun. La líder del equipo de un instituto de investigación que desarrolla tecnologías de inteligencia artificial y clonación cerebral, y es responsable del desarrollo y la clonación de Jung_E. Pero además es la hija de Yun Jung-yi, quien había resultado muerta en la guerra contra la autoproclamada república independiente cuando era niña.[10][11]
  - Park So-yi como Seohyun de niña.[12]
- Kim Hyun-joo como Yun Jung-yi/Jung_E. Una capitana de las Fuerzas Aliadas. Durante su última misión, había resultado gravemente herida y terminó en coma. Décadas más tarde, en 2194, los datos de su cerebro se clonan y se utilizan para desarrollar una IA de combate avanzada, cuyo nombre en código es Jung_E.[11][13][14]
- Ryu Kyung-soo como Sang-Hoon. El director del laboratorio Kronoi, un instituto de investigación, que debe tener éxito en el experimento de clonación de cerebros.[11][15]

### Apariciones especiales
- Lee Dong-hee como el presidente del laboratorio Kronoid.[2]
- Uhm Ji-won como Lee Se-yeon.[16]

## Producción
Es la segunda colaboración entre los actores Kim Hyun-joo y Ryu Kyung-soo y el director Yeon Sang-ho, después de la serie de Netflix de 2021 Hellbound. Por otra parte, la película suponía el regreso a la pantalla de Kang Soo-yeon, ocho años después de Juri. Yeon Sang-ho había concebido Jung_E ya con el personaje principal asignado a la actriz; para esta se trataba de la primera vez que rodaba ciencia ficción, en un entorno desconocido y con muchos elementos de CGI. La actriz falleció precisamente cuando participaba en el proceso de posproducción.
El rodaje comenzó en noviembre de 2021 y concluyó en enero de 2022.

### Estreno
La película se estrenó el 20 de enero de 2023 en Netflix. En su primer día de exhibición alcanzó la primera posición en audiencia a nivel global, así como en 31 países, entre los cuales Corea del Sur, Estados Unidos, México, Brasil, España y Tailandia. Al día siguiente mantenía la primera posición mundial con un amplio margen sobre la segunda clasificada. Tres días después había acumulado diecinueve millones de horas de visión y mantenía el primer lugar entre las películas de habla no inglesa.

## Crítica
Kim Kyung-hee, en MBC Entertainment, escribe de la película que «puede ser decepcionante hablar de Jung_E simplemente por el género de la ciencia ficción. Porque los robots y el mundo futuro pueden ser poco refinados y pasados de moda. Sin embargo,el verdadero encanto de Jung_E radica en el mensaje y el poso. Esto se debe a que puedes pensar mucho después de ver la película sobre lo que realmente es la humanidad, cómo podemos calificar nuestra personalidad y qué es realmente la dignidad humana».
Diego Batlle (Otroscines) se muestra decepcionado con el trabajo del director Yeon Sang-ho posterior a Tren a Busan, y considera Jung_E lo peor de su filmografía: «es un remedo muy pobre de elementos ya trabajados en clásicos [...], con dos buenas secuencias de acción al principio y al final. El principal problema, de todas formas, no son los lugares comunes de sus referencias, sino que todo el centro del relato [...] resulta una acumulación de obviedades sobre una traumática relación madre-hija (trabajada con flashbacks), personajes siempre estereotipados, irrupciones de un humor poco logrado [...] y elementales disquisiciones sobre la ética en el uso de tecnología».
Por su parte, Hidzir Junaini (NME) le concede tres estrellas sobre cinco. Señala que la trama «es extremadamente simplificada, está contenida casi en su totalidad dentro del laboratorio de investigación de IA y se centra en una relación madre-hija desgarradora». Juzga negativamente la «exploración superficial de los problemas sociopolíticos [...], o por su breve palabrería sobre los dilemas éticos y filosóficos que rodean a la inteligencia artificial», y elogia en cambio el estudio del personaje principal, la hija que procesa y después se libera del sentido de culpa. También elogia el nivel de la producción, pese a algunas «tomas toscas» y «coreografías ilógicas». Y concluye: «anclado por actuaciones fenomenales de Kim y Kang, los potentes ritmos dramáticos de Jung_E inyectan mucha humanidad en una premisa trillada y predecible».